# Unió Esportiva Fraga

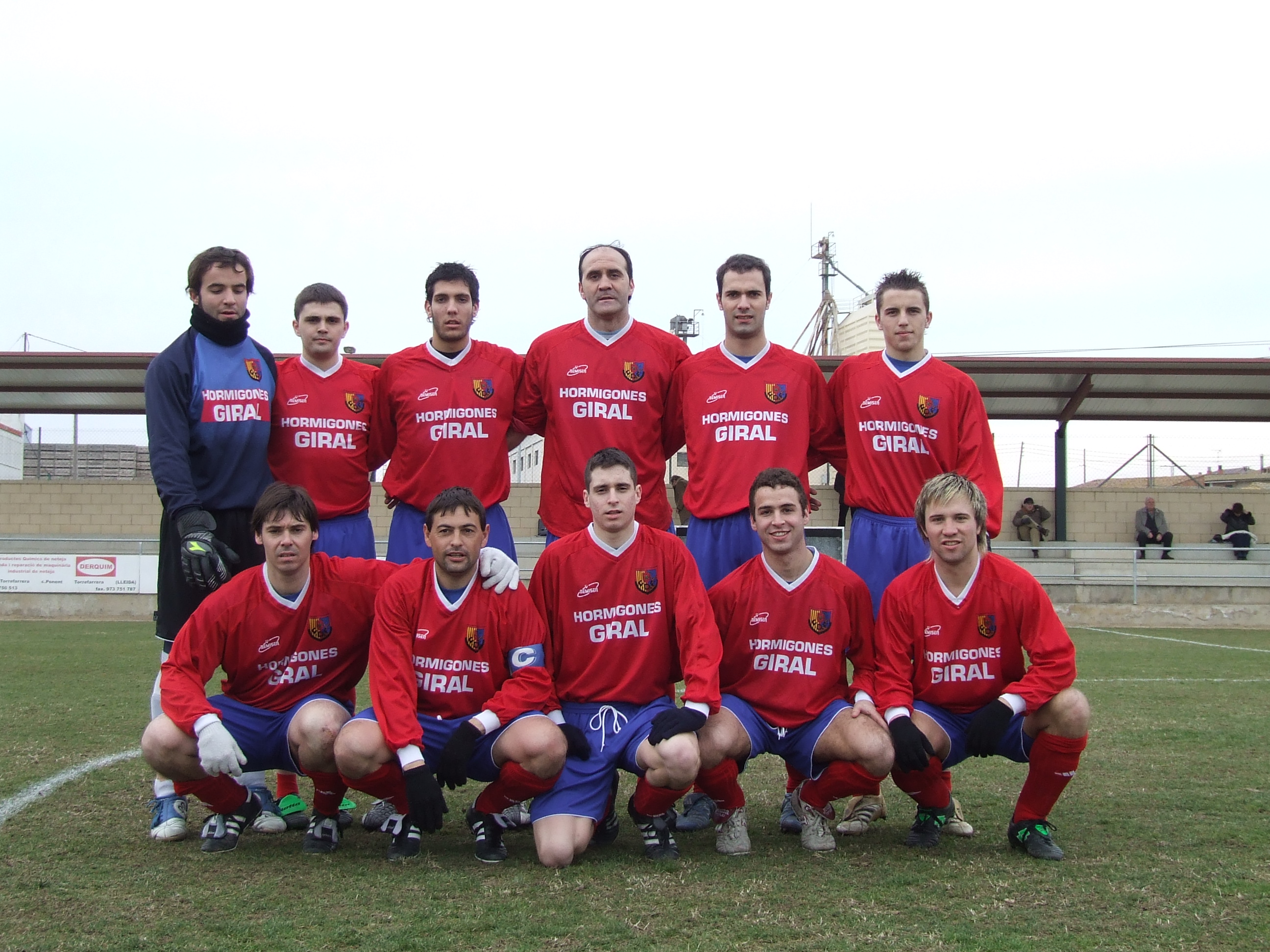
UE Fraga 2006

La Unió Esportiva Fraga és un club de futbol aragonès de la ciutat de Fraga, Baix Cinca, a la Franja de Ponent. Va ser fundat el 1927 i juga a la Tercera divisió (Grup XVII).

## Història

### Dades del club
- Temporades a 2a B: 4
- Temporades en 3a: 21
- Millor lloc a la lliga: 10è
- Pitjor lloc a la lliga: 18è

## Uniforme
- Uniforme titular: Samarreta vermella, pantaló blau fosc i mitges vermelles.[3]

## Estadi
Juga els seus partits com a local al camp de futbol de La Estacada que té una capacitat per a 1.000 espectadors.

## Palmarès
- Lliga 3a divisió (4): 1990/91, 1999/00, 2001/02 i 2002/03